# Ácido 2-metilacetoacético
Ácido 2-metilacetoacético, ácido 2-metil-3-oxobutanóico ou ácido 2-metil-3-oxo-butírico é o composto orgânico com a fórmula C5H8O3 com massa molecular 116,11522.
Pode ser definido como um ácido 3-oxo-monocarboxílico, que é o ácido acetoacético, substituído na posição 2 por um grupo metilo.
É classificado com o número CAS 2382-59-4, Mol File 2382-59-4.mol, CBNumber CB9218060.
É um metabólito das reações da 3-oxotiolase.
O ácido 2-metilacetoacético é um metabólito que apresenta excreção aumentada em casos de pacientes com deficiência de acetoacetil-CoA tiolase (EC 2.3.1.9) e na urina de pacientes com uma deficiência herdada de propionil-CoA carboxilase (PMID 630060), e após carga de isoleucina no diagnóstico de deficiência de 2-metilacetoacetil-CoA tiolase (PMID 1861461).